# Первомайський (Абдулинський міський округ)
Первома́йський (рос. Первомайский) — селище у складі Абдулинського міського округу Оренбурзької області, Росія.

## Населення
Населення — 246 осіб (2010; 554 у 2002).
Національний склад (станом на 2002 рік):
- росіяни — 60 %